# ساشیک سلطانیان
ساشیک سولتانیان (به ارمنی: Սաշիկ Սուլթանյանի) فعال حقوق بشر ارمنی است. او عضو اقلیت یزیدی‌های ارمنستان است و مرکز حقوق بشر یزیدی‌ها را تأسیس کرده که برای حفظ فرهنگ و زبان یزیدی‌ها و همچنین ادغام یزیدی‌ها و دیگر اقلیت‌های قومی در جامعه ارمنستان فعالیت می‌کند.

## فعالیت‌های اجتماعی
سولتانیان در خانواده‌ای یزیدی در ارمنستان به دنیا آمد، جایی که یزیدی‌ها بزرگ‌ترین اقلیت قومی در کشور را تشکیل می‌دهند. او نخستین بار در سال ۲۰۱۳ به‌طور عمومی برای حقوق یزیدی‌ها فعالیت کرد، ابتدا به‌عنوان یک فعال جوان و سپس به‌عنوان یک همکار اقلیتی در دفتر کمیساریای عالی سازمان ملل متحد در امور حقوق بشر. در سال ۲۰۱۸، سولتانیان سازمان غیردولتی مرکز حقوق بشر یزیدی‌ها را تأسیس کرد که بر بسیج جامعه و آموزش و فعالیت‌های ادغام اقلیت‌های قومی در ارمنستان تمرکز داشت.

### تحقیقات جنایی و دادگاه

#### تحقیق
در ژوئن ۲۰۲۰، وب‌سایت خبری یزیدی نیوز مستقر در عراق مصاحبه‌ای با ساشیک سولتانیان منتشر کرد که در آن دربارهٔ مشکلات یزدی‌ها در ارمنستان صحبت کرد. وی بیان کرد که یزدی‌ها از سوی مقامات ارمنی دچار تبعیض هستند؛ آنها نمی‌توانند زبان و فرهنگ خود را به درستی مطالعه کنند و در دولت محلی نمایندگی کمی دارند. سولتانیان همچنین از الیگارشی‌ها به عنوان کسانی که اموال یزدی‌ها را تصاحب کرده‌اند، انتقاد کرد و توضیح داد که یزدی‌ها به دلیل این وضعیت در ترس و فقر زندگی می‌کنند.
در ۳ اکتبر ۲۰۲۰، سرویس امنیت ملی تحقیقات جنایی را علیه سولتانیان آغاز کرد، پس از شکایتی که توسط نارسک مالیان، رهبر جنبش راست‌گرای وتو مطرح شد. مالیان سولتانیان را به ارتباط با جرج سوروس متهم کرد و گفت که او به‌دلیل دریافت کمک‌هزینه از بنیادهای جامعه باز، قصد دارد تا نفاق قومی ایجاد کند و تلاش دارد دولت ارمنستان را سرنگون کند.
در حالی که سولتانیان از تحقیقات سرویس امنیت ملی آگاه بود، دلیل این تحقیقات تا ۲۰ مه ۲۰۲۱ به او اعلام نشد، زمانی که سرویس امنیت ملی خانه او و همچنین دفاتر مرکز حقوق بشر یزیدی‌ها در ایروان را جستجو کرد و سه کامپیوتر را ضبط نمود. این امر منجر به توقف موقت فعالیت‌های مرکز به دلیل از دست دادن تجهیزات فنی شد. سولتانیان اظهار داشت که مصاحبه‌اش با یزیدی نیوز یک گفتگوی خصوصی بوده که بدون اجازه او منتشر شده است.
در ۲۹ ژوئیه ۲۰۲۱، سرویس امنیت ملی تحقیقات خود را به دفتر دادستان کل ارسال کرده و علیه سولتانیان به اتهام تحریک خصومت قومی میان یزیدی‌ها، در نقض ماده ۲۲۶ قانون مجازات ارمنستان، کیفرخواست صادر کرد.

#### محاکمه
محاکمه سولتانیان در نوامبر ۲۰۲۱ در دادگاه عمومی ایروان آغاز شد. دادستان‌ها بیان کردند که یزیدی‌ها در ارمنستان با تبعیض روبه‌رو نیستند و سولتانیان را متهم به تلاش برای فریب دادن یزیدی‌ها کردند. آنها شواهدی از جمله اظهارات قبلی سولتانیان را که در آن گفته بود برخی از یزیدی‌ها زندگی مرفه دارند، به همراه چندین شاهد یزیدی که اظهارات سولتانیان را رد کردند، ارائه دادند.
دفاع سولتانیان توسط وکلای مجمع شهروندان هلسینکی، یک سازمان حقوق بشری محلی هدایت می‌شد؛ او به اتهامات وارد شده اعتراض کرد. آنها بیان کردند که سرویس امنیت ملی از آوریل ۲۰۲۰، پنج ماه پیش از آغاز تحقیقات رسمی، سولتانیان را تحت نظارت داشته است و هیچ شواهدی از ارتکاب جرم توسط سولتانیان در آن زمان وجود ندارد. آنها همچنین به تمرکز سرویس امنیت ملی بر شکایت جنایی مشکوک مالیان انتقاد کردند و توضیح دادند که ترجمه مالیان از مقاله یزیدی نیوز (که ابتدا به زبان عربی منتشر شده بود) نادرست و به‌طور غیرحرفه‌ای به زبان ارمنی ترجمه شده است. سولتانیان اظهار داشت که انتقاداتش به مقامات ارمنی بوده و نه به مردم ارمنستان.

#### واکنش
دیده‌بان حقوق بشر مقامات ارمنی را متهم کرد که تلاش دارند فعالیت‌های حقوق بشری سولتانیان را مختل کنند، با این استدلال که آزادی بیان او را با تحریک جنایی برابر می‌دانند و خواستار لغو اتهامات علیه سولتانیان شد. هم شورای اروپا و هم سازمان ملل متحد بیانیه‌هایی عمومی صادر کردند که خواستار لغو اتهامات علیه سولتانیان شدند.